# Șofronea, Arad

Șofronea (în maghiară: Sofronya) este satul de reședință al comunei cu același nume din județul Arad, Crișana, România.

## Așezare
Localitatea Șofronea este situată în Câmpia Aradului, la o distanță de 15 km față de municipiul Arad.

## Istoric
Prima atestare documentară a localității Șofronea datează din anul 1437.

## Economia
Economia cunoaște în prezent o dinamică puternică, cu creșteri importante semnalate în toate sectoarele de activitate. Comerțul și industria ușoară dețin ponderi importante în spectrul economic al localității.

## Turism
Dintre obiectivele turistice se pot aminti aici izvoarele de ape termale, ape cu valoare terapeutică deosebită în  tratarea bolilor reumatismale și ansamblul Castelului Purgly, cu parcul și anexele gospodărești - ansamblu arhitectural datat de la sfârșitul secolului al XIX-lea, înscris în patrimoniul cultural național.

## Clădiri istorice
- Castelul Purgly

## Personalități
- Magdolna Purgly (1881 - 1959), soția amiralului Miklós Horthy